# Yves Ramousse
Yves-Georges-René Ramousse (ur. 23 lutego 1928 w Sembadel, zm. 26 lutego 2021 w Montauban) – francuski duchowny rzymskokatolicki posługujący w Kambodży, w latach 1963–1976 i 1992–2001 wikariusz apostolski Phnom Penh.

## Życiorys
Święcenia kapłańskie przyjął 4 kwietnia 1953. 12 listopada 1962 został prekonizowany wikariuszem apostolskim Phnom Penh. Sakrę biskupią otrzymał 24 lutego 1963. 30 kwietnia 1976, po objęciu władzy w Kambodży przez Czerwonych Khmerów, zrezygnował z urzędu. Do posługi powrócił 6 lipca 1992. 21 grudnia 1992 mianowany został także administratorem apostolskim Battambang, pozostał nim do 2 lipca 2000. 14 kwietnia 2001 przeszedł na emeryturę.